# Роккамандольфи
Роккамандольфи (итал. Roccamandolfi) — коммуна в Италии, располагается в регионе Молизе, в провинции Изерния.
Население составляет 1071 человек (2008 г.), плотность населения составляет 20 чел./км². Занимает площадь 53 км². Почтовый индекс — 86092. Телефонный код — 0865.
Покровителем коммуны почитается святой апостол Иаков Старший, празднование 25 июля.

## Демография
Динамика населения:

## Администрация коммуны
- Официальный сайт: